# Gallen
Gallen ist ein Ortsteil der Gemeinde Jesewitz im Landkreis Nordsachsen, Sachsen.

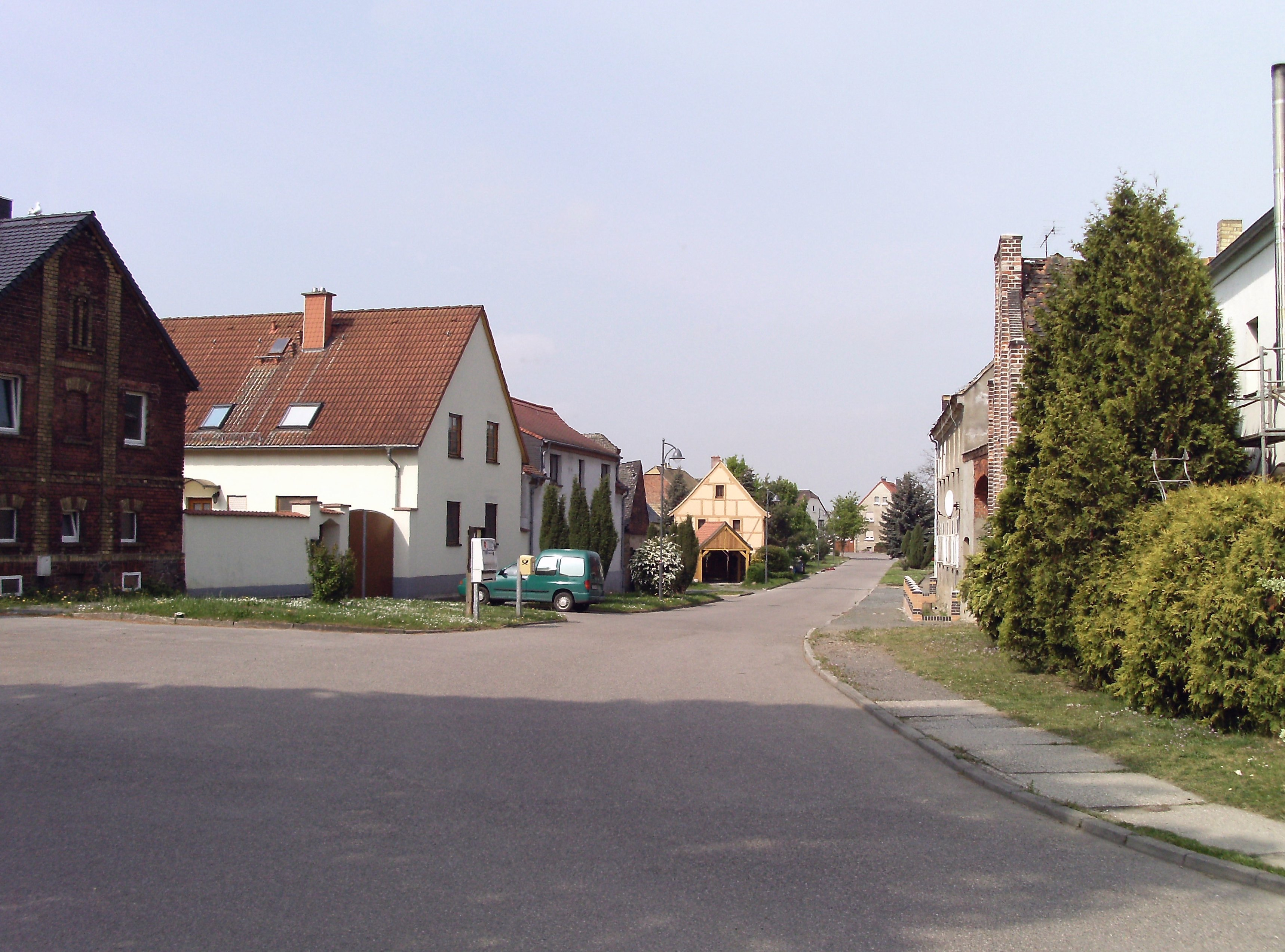
Straße Im Rundling

## Lage
Der Ort liegt nördlich des Hauptortes Jesewitz und etwa drei Kilometer südlich von Kospa (Große Kreisstadt Eilenburg). Es führen keine klassifizierten Straßen durch das Dorf. Mitten im Ort gibt es noch einen Dorfteich.

## Geschichte
Die erste urkundliche Erwähnung des Ortes erfolgte als Galin im Jahre 1350. Die auf dem Lerchenberg stehende Windmühle stammt aus dem Jahre 1937. Bis 1815 gehörte Gallen als Exklave im Amt Eilenburg zum Amt Wurzen des Stiftsamts Wurzen unter kursächsischer bzw. königlich-sächsischer Oberhoheit. Durch die Beschlüsse des Wiener Kongresses kam der Ort wie sein Umland zu Preußen und wurde 1816 dem Kreis Delitzsch im Regierungsbezirk Merseburg der Provinz Sachsen zugeteilt, zu dem er bis 1952 gehörte.
Im Zuge der zweiten Kreisreform in der DDR im Jahr 1952 wurde Gallen dem Kreis Eilenburg im Bezirk Leipzig angeschlossen, welcher 1994 im Landkreis Delitzsch aufging. Am 1. Januar 1974 erfolgte die Eingemeindung nach Liemehna, welches am 1. März 1994 eine Ortschaft der neu gebildeten Großgemeinde Jesewitz wurde.

## Sonstiges
In Gallen besteht ein Verein, der das Bürgerhaus übernommen hat und dieses nach und nach saniert und neu gestaltet. Das Bürgerhaus ist für Veranstaltungen nutzbar. Regelmäßig finden dort auch Feierlichkeiten statt.
Direkt am Dorfteich befindet sich die Freiwillige Feuerwehr von Gallen. Außerhalb des Ortes befinden sich die Kalbisdorfer Teiche.